# Дуарнене (кантон)
Дуарнене (фр. Douarnenez) — кантон во Франции, находится в регионе Бретань, департамент Финистер. Входит в состав округа Кемпер.

## История
До 2015 года в состав кантона входили коммуны Генга, Дуарнене, Ле-Жюк, Плогоннек, Пуллан-сюр-Мер и Пульдерга.
В результате реформы 2015 года состав кантона был изменен: две коммуны кантон покинули, в него вошли двенадцать коммун упраздненного кантона Пон-Круа и одна коммуна упраздненного кантона Шатолен.
1 января 2016 года состав кантона снова изменился: коммуна Эскибьен вошла в состав коммуны Одьерн. 

## Состав кантона с 1 января 2016 года
В состав кантона входят коммуны (население по данным Национального института статистики за 2019 г.):
- Бёзек-Кап-Сизён (1 000 чел.)
- Гульен (433 чел.)
- Дуарнене (14 000 чел.)
- Иль-де-Сен (260 чел.)
- Кледен-Кап-Сизён (921 чел.)
- Конфор-Мейар (873 чел.)
- Ле-Жюк (725 чел.)
- Керлаз (782 чел.)
- Маалон (968 чел.)
- Одьерн (3 692 чел.)
- Плогоф (1 230 чел.)
- Плуинек (3 951 чел.)
- Пон-Круа (1 567 чел.)
- Примлен (657 чел.)
- Пуллан-сюр-Мер (1 507 чел.)
- Пульдерга (1 213 чел.)

## Политика
На президентских выборах 2022 г. жители кантона отдали в 1-м туре Эмманюэлю Макрону 29,6 % голосов против 23,7 % у Жана-Люка Меланшона и 18,2 % у Марин Ле Пен; во 2-м туре в кантоне победил Макрон, получивший 68,2 % голосов. (2017 год. 1 тур: Эмманюэль Макрон – 27,9 %, Жан-Люк Меланшон – 20,1 %, Франсуа Фийон – 18,5 %, Марин Ле Пен – 14,4 %; 2 тур: Макрон – 77,0 %. 2012 год. 1 тур: Франсуа Олланд — 32,0 %, Николя Саркози — 24,9 %, Жан-Люк Меланшон — 12,6 %; 2 тур: Олланд — 58,5 %).
С 2015 года кантон в Совете департамента Финистер представляют член совета коммуны Одьерн Дидье Гийон (Didier Guillon) (Республиканцы) и мэр города Дуарнене Жослин Пуатвен (Jocelyne Poitevin) (Разные правые).
|                | Кандидаты                  | Партия                   | Первый тур | Первый тур     | Второй тур | Второй тур |
| Кол-во голосов | Кандидаты                  | Партия                   | % голосов  | Кол-во голосов | % голосов  |            |
| -------------- | -------------------------- | ------------------------ | ---------- | -------------- | ---------- | ---------- |
|                | Дидье Гийон Жослин Пуатвен | Правоцентристский блок   | 4 664      | 43,63          | 5 969      | 50,72      |
|                | Флоранс Крон Дамьен Роффа  | Левый блок               | 4 665      | 43,64          | 5 799      | 49,28      |
|                | Патрик Куйо Мари Леру      | Национальное объединение | 1 361      | 12,73          |            |            |

|                | Кандидаты                   | Партия                  | Первый тур | Первый тур     | Второй тур | Второй тур |
| Кол-во голосов | Кандидаты                   | Партия                  | % голосов  | Кол-во голосов | % голосов  |            |
| -------------- | --------------------------- | ----------------------- | ---------- | -------------- | ---------- | ---------- |
|                | Дидье Гийон Жослин Пуатвен  | Правый блок             | 4 124      | 28,05          | 7 736      | 55,14      |
|                | Гюрван Керлош Флоранс Крон  | Социалистическая партия | 3 249      | 22,10          | 6 294      | 44,86      |
|                | Надин Керсоди Эрван Ле Флош | Правый блок             | 2 824      | 19,21          |            |            |
|                | Ги Лен Эдит Руссель         | Национальный фронт      | 1 998      | 13,59          |            |            |
|                | Жерар Руссо Марсель Сельтон | Левый фронт             | 1 203      | 8,18           |            |            |
|                | Жан Катала Поль Меш         | Европа Экология Зелёные | 902        | 6,13           |            |            |
|                | Мартин Даро Доминик Эвна    | Прочие                  | 403        | 2,74           |            |            |